# Тапиес, Антони
Антони Та́пиес-и-Пуч (кат. Antoni Tàpies i Puig; 13 декабря 1923 года, Барселона, Испания — 6 февраля 2012 года, там же) — каталонский живописец, график и скульптор, художник книги, один из виднейших мастеров мирового искусства второй половины XX века.

## Биография
Отец — столичный адвокат. Семья матери, объединяющая издателей и книготорговцев, вовлечена в политическую деятельность за независимость Каталонии.
В начале 1940-х перенес тяжелое воспаление легких, два года провел в клиниках и санаториях. В 1943 году поступил на юридический факультет Барселонского университета, в 1945-м бросил учёбу и целиком занялся живописью.
В 1948 году вместе с поэтом и художником Жоаном Броссой, своим двоюродным братом Модестом Кушартом и др. создал группу Доу эль Сет, ориентированную на дадаизм и сюрреализм.

## Творчество
На раннем этапе Тапиес испытал влияние сюрреалистов, особенно Жоана Миро и Пауля Клее, но ушел в сторону абстрактного экспрессионизма и «бедного искусства», противостоящего любой форме эстетизма; это относится и к использованию им, как правило, «прозаических», «неблагородных» материалов, отходов повседневной цивилизации. В 1953 году состоялась его первая персональная экспозиция в Барселоне, в 1953-м — в Нью-Йорке, в том же году он впервые участвовал в Биеннале искусства в Сан-Паулу, в 1958-м — в Венецианской биеннале. В 1970-е сблизился с поп-артом. Работы Тапиеса представлены в ряде крупных музеев мира.

## Признание
Тапиес награждён многими премиями, включая премию Рубенса (1972), художественную премию Барселоны (1979), премию Вольфа (1981), премию принца Астурийского (1990), Императорскую премию Японии (1990), премию Веласкеса (2003).
Его книги переведены на европейские языки, на китайский и японский. Большие ретроспективные выставки художника прошли в Ганновере (1962), Вене (1968), Париже (1973), Марселе (1988), Пекине (1989), Париже (1994), Нью-Йорке (1995), Мадриде и Мюнхене (2000), Токио (2005).
В 1990 году в Барселоне открылся Фонд Антони Тапиеса, соединяющий функции музея-галереи, библио-медиатеки, художественной школы и центра развития современного искусства (кат.).
Семь томов комментированного каталога произведений Антони Тапиеса (до 1997 года) изданы в 2002—2003 годах.
9 апреля 2010 года король Испании Хуан Карлос I пожаловал Тапиесу титул маркиза.

## Каталоги выставок художника, работы о нём
- Cirlot J.-E. Antoni Tàpies. Barcelona: Ediciones Omega, 1960.
- Tapié M. Antoni Tàpies. Milano: Fratelli Fabbri, 1969.
- Cirici A. Tàpies, testimoni del silenci. Barcelona: Polígrafa, 1970.
- Gimferrer P. Antoni Tàpies i l’esperit català. Barcelona: Polígrafa, 1974.
- Schmalenbach W. Antoni Tàpies. Zeichen und Strukturen. Berlin: Propylaen Verlag, 1974.
- Penrose R. Tàpies. Barcelona: Polígrafa, 1977.
- Watts H. Antoni Tàpies: Die Bildzeichen und das Buch. Wolfenbuttel: Herzog August Bibliothek, 1988.
- Dupin J. Matière du souffle (Antoni Tàpies). Paris: Fourbis, 1994.
- Tàpies: Colloque. Paris: Galerie Natonale du Jeu de Paume, 1995.
- Ullàn J.-M. Tàpies, ostinato. Madrid: Ave del Paraiso, 2000.
- Antoni Tàpies. Moscow: Gertsev Gallery, 2004.
- Faerna J.M. Tàpies. Pintura matérica. Barcelona: Ed. Polígrafa, 2006.
- Дюпен Ж. Лицом к лицу с Тапиесом// Пространство другими словами: Французские поэты XX века об образе в искусстве. СПб: Издательство Ивана Лимбаха, 2005, с.233-239.